# A Midnight Adventure (film 1913)
A Midnight Adventure è un cortometraggio muto del 1913 diretto da Frank Wilson.

## Trama
Un cocchiere, derubando il suo ex datore di lavoro, si mette in posa come fosse il fantoccio di Babbo Natale e così riesce a sventare la fuga di due ragazzi che fuggono di casa.

## Produzione
Il film fu prodotto dalla Hepworth.

## Distribuzione
Distribuito dalla Hepworth, il film - un cortometraggio di 396 metri - uscì nelle sale cinematografiche britanniche nel settembre 1913.
Si conoscono pochi dati del film che, prodotto dalla Hepworth, fu distrutto nel 1924 dallo stesso produttore, Cecil M. Hepworth. Fallito, in gravissime difficoltà finanziarie, il produttore pensò in questo modo di poter almeno recuperare il nitrato d'argento della pellicola.